# Saint Vincent och Grenadinerna i panamerikanska spelen
Saint Vincent och Grenadinerna i panamerikanska spelen styrs av Saint Vincent och Grenadinernas Olympiska Kommitté i de panamerikanska spelen. Nationen deltog första gången i de panamerikanska spelen 1991 i Havanna.
De vicentinska idrottarna har vunnit 1 medalj. Eswort Coombs vann landets enda medalj vid de panamerikanska spelen 1995, i herrarnas 400 meter i friidrott.